# Dianthus strymonis
Dianthus strymonis är en nejlikväxtart som beskrevs av Karl Heinz Rechinger. Dianthus strymonis ingår i släktet nejlikor, och familjen nejlikväxter. Inga underarter finns listade i Catalogue of Life.